# Tête de kouros
La Tête de Kouros est une statue grecque  en marbre de Paros datant du VIe siècle av. J. C. qui est conservée au musée de Picardie, à Amiens.

## Historique
Les kouros sont des statues de jeunes hommes nus de l'Époque archaïque (VIIIe – Ve siècle av. J.C.), ici seule la tête d'une de ces statues nous est parvenue. Elle provient de la collection de Théodose de Lagrené, diplomate et homme politique, amiénois de naissance. Il en fit don à la ville d'Amiens avec l'ensemble de sa collection d'antiquités grecques, en 1849.

## Caractéristiques
Les kouros, en général de taille humaine, sont empreint d'influence artistique de l'Égypte antique : attitude hiératique, bras le long du corps, larges épaules, et la jambe gauche en avant, qui rappelle les statues des dieux, des pharaons égyptiens. 
La Tête de kouros du musée d'Amiens est marquée des éclats qui l'ont abîmé. Elle présente cependant un visage qui a gardé sa beauté : yeux en amande avec d'épaisses paupières légèrement gonflées donnant à son regard une expression lointaine. Les lèvres expriment un discret sourire La lèvre inférieure est plus mince que la lèvre supérieure, le menton est volumineux. Le nez est malheureusement mutilé. 
La chevelure retient l'attention elle situe la réalisation de l'œuvre vers la fin de l'époque archaïque (vers 510 av. J.C.). Les boucles descendent en ruban, laissant apparaître les oreilles.  Une rangée de boucles en coquille cerne le front et les tempes. 
La qualité de la réalisation de cette tête laisse à penser qu'elle est l'œuvre d’un artiste de renom qui reste pour nous inconnu.